# Ялмауз
Ялмауз (ялмауыҙ, от баш. ялмау — охватывать и ауыҙ — рот; букв. — заглатывающий всё) — злой демон в башкирской мифологии.

## История
Ялмауз встречается в башкирских сказках («Ҡараса батыр» — «Караса-батыр», «Алтындуға батыр» — «Алтындуга-батыр» и др.).

## Характеристика
Злой демон Ялмауз представляет собой 7-, 9- или 12-головое змееподобное существо, живущее в саду, который он сам засадил деревьями. Обычно в сказках батыры, спасая девушек, находящихся в неволе у Ялмауза, вступают с демоном в поединок и убивают его.
По поверьям, Ялмауз также — колдун-людоед, вампир, который похищает младенцев и девушек. Согласно М. А. Кулаеву, Ялмауз описывается как большеротая старая женщина, похожая на мяскай.
Образ Ялмауза встречается также в мифологии других тюркоязычных народов. Например, в уйгурском языке ялмауз означает «дракон»: выражение «Йата башлик ялмауз — семиголовый дракон».